# Glyptemys muhlenbergii
Glyptemys muhlenbergii је гмизавац из реда Testudines.

## Угроженост
Ова врста се сматра угроженом.

## Распрострањење
Ареал врсте је ограничен на једну државу. 
Сједињене Америчке Државе су једино познато природно станиште врсте.

## Станиште
Станишта врсте су мочварна подручја и слатководна подручја.